# شوكولاتة ساخنة

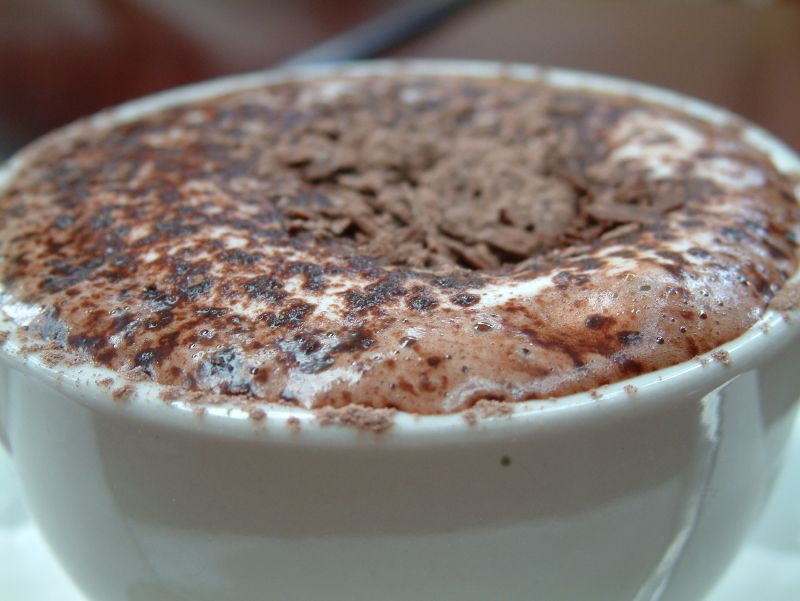
شوكولاتة ساخنة

الشوكولاتة الساخنة أو مشروب الشوكولاتة أو الكاكاو مشروب ساخن يصنع من الشوكولاتة الذائبة أو من مسحوق الكاكاو، مع الحليب أو الماء الساخن والسكر. يمكن أن توضع القشدة المخفوقة أو المارشميلو أعلى مشروب الشوكولاتة الساخنة. الشوكولاتة الساخنة المصنوعة من الشوكولاتة الذائبة تسمى أحيانًا «مشروب الشوكولاتة» ويتميز بأنه أقل حلاوةً، وأكثر تماسكًا.
يعتقد أن المايا أول من صنع مشروب الشوكولاتة قبل حوالي 2500-3000 سنة، وكان مشروب الكاكاو جزءًا أساسيا من ثقافة الآزتك (1400 ق.م). أصبح المشروب شائعًا في أوروبا، بعد جلبه من المكسيك للعالم الجديد، وحدثت له العديد من التغييرات منذ ذلك الوقت. حتى أنه كان يستعمل طبيًّا في علاج أمراض مثل أمراض الكبد والمعدة، واستمر ذلك حتى القرن 19.
تستهلك الشوكولاتة الساخنة عالميَّا، تأتي بأشكال متنوعة، ويمكن أن تقدم في المقاهي، والكافيتيريات، وبيوت الشاي، ومطاعم الوجبات السريعة. يباع مسحوق الشوكولاتة الساخنة في المتاجر وعبر الإنترنت، ويستعمل لصنع المشروب في المنزل بإضافة المسحوق للماء المغلى أو الحليب الساخن.

## التاريخ
وجد علماء الآثار أدلة على أن استهلاك شعب المايا للشوكولاتة بدأ باكرًا في 500 ق.م. ويُعتقد بأنها كانت تُستهلك حتى قبل حضارة المايا. لتحضير مشروب الشوكولاتة الذي كان يُقدم باردًا، كانت تُصنع عجينة من الكاكاو المطحون، ويضاف لها الماء ودقيق الذرة والفلفل الحار، ثم يسكب المشروب من القدر إلى الكوب ويعاد سكبه من الكوب إلى القدر، ويتكرر ذلك إلى أن تتشكل الرغوة السميكة، وكانت الشوكولاتة متوفرة لجميع طبقات مجتمع المايا آنذاك. عند ضريح من العصر الكلاسيكي لحضارة المايا (460-480 ب.م)، وُجدت أوانٍ عليها بقايا من مشروب الشوكولاتة.

## التسمية
يميز أحيانا مشروب «الكاكاو الساخن» عن «الشوكولاتة الساخنة»، بأنه مصنوع من مسحوق الكاكاو (من حبوب الكاكاو المطحونة التي نزع منها الكثير من زبدة الكاكاو)، في حين تصنع «الشوكولاتة الساخنة» مباشرةً من قطع الشوكولاتة المكونة بدورها من الكاكاو، والسكر، وزبدة الكاكاو. وبذلك الفرق الأساسي بينهما هو زبدة الكاكاو. غيابها في مشروب الكاكاو يجعل الدهون فيه أقل بكثير من تلك الموجودة في الشوكولاتة الساخنة. لكنه يحتفظ بجميع مضادات الأكسدة الموجودة في الشوكولاتة.
- يمكن صنع الشوكولاتة الساخنة من الشوكولاتة الداكنة، أو نصف المحلاة، أو غير المحلاة، المبشورة أو المقطعة لقطع صغيرة، ثم تخفق في الحليب ويضاف لها السكر.
- قد تشير كلمة الكاكاو إلى مشروب مصنوع من مسحوق الكاكاو، والماء أو الحليب الساخن، ويكون محلى أو غير محلى بالسكر.
- يمكن أن يصنع المزيج سريع التحضير للكاكاو الساخن أو الشوكولاتة الساخنة من مسحوق الكاكاو أو مسحوق الشوكولاتة أو كليهما، ويشمل عادةً الحليب المجفف أو مكوِّنًا مشابهًا بديلًا للحليب، وسكر أو مواد التحلية الأخرى، ويضاف له عادةً موادة مثبتة ومثخنة. يأتي المشروب بأشكال متنوعة باختلاف البلد والماركة، ويشمل الاختلاف المكونات، ونسبتها، وجودتها.

## الاستهلاك
تستهلك الشوكولاتة الساخنة اليوم في معظم أنحاء العالم. يكون مشروب الشوكولاتة الساخنة الأوروبية عادةً أكثر سمكًا، في حين يستهلك المشروب خفيفًا في الولايات المتحدة. تتميز الكثير من المناطق بإضافات مختلفة للشوكولاتة الساخنة، تشمل هذه الإضافات الكريمة المخفوقة والمارشميلو، وحتى الجبن.

### أوروبا

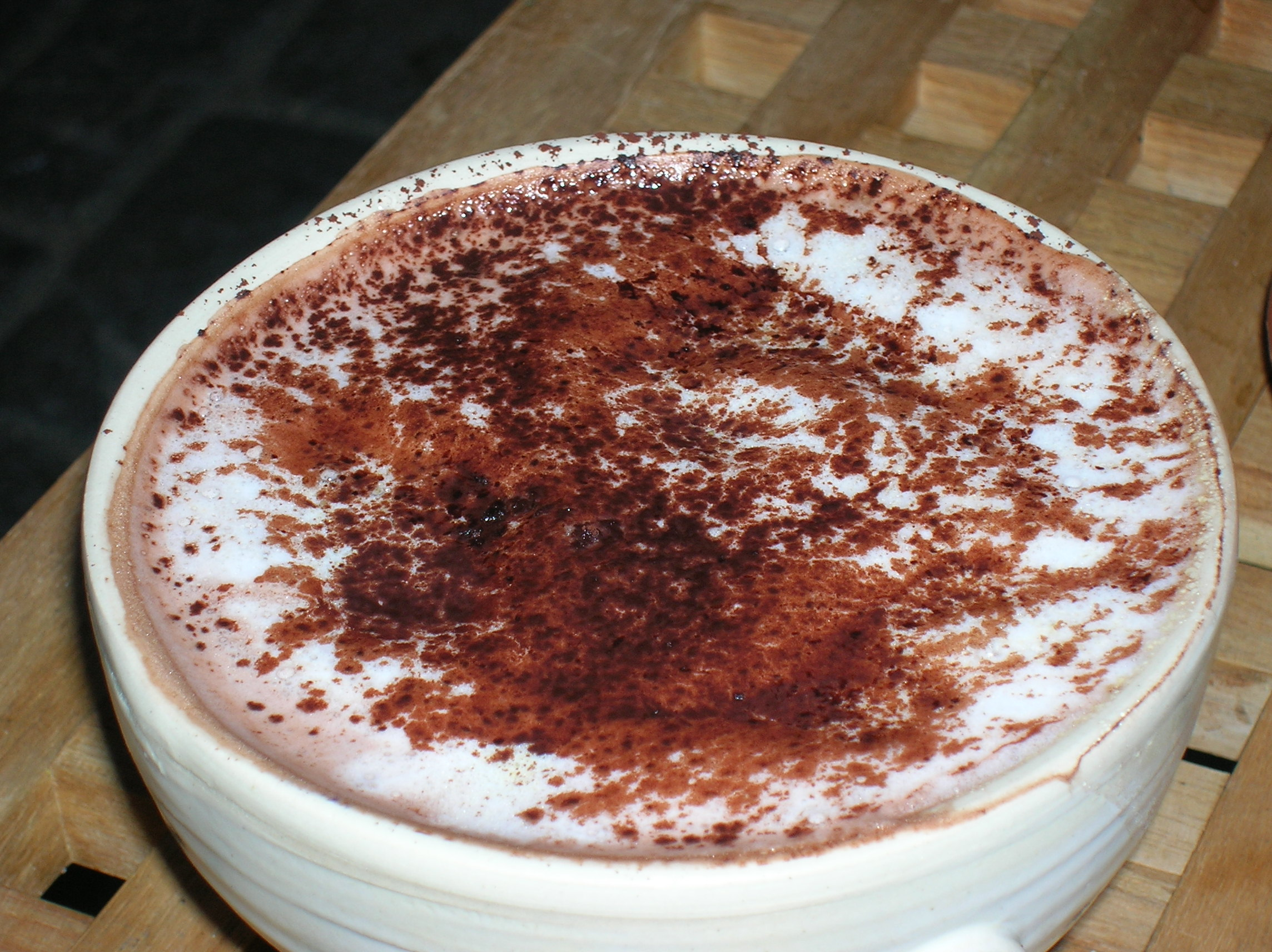
الشوكولاتة الساخنة warme chocolademelk في هولندا

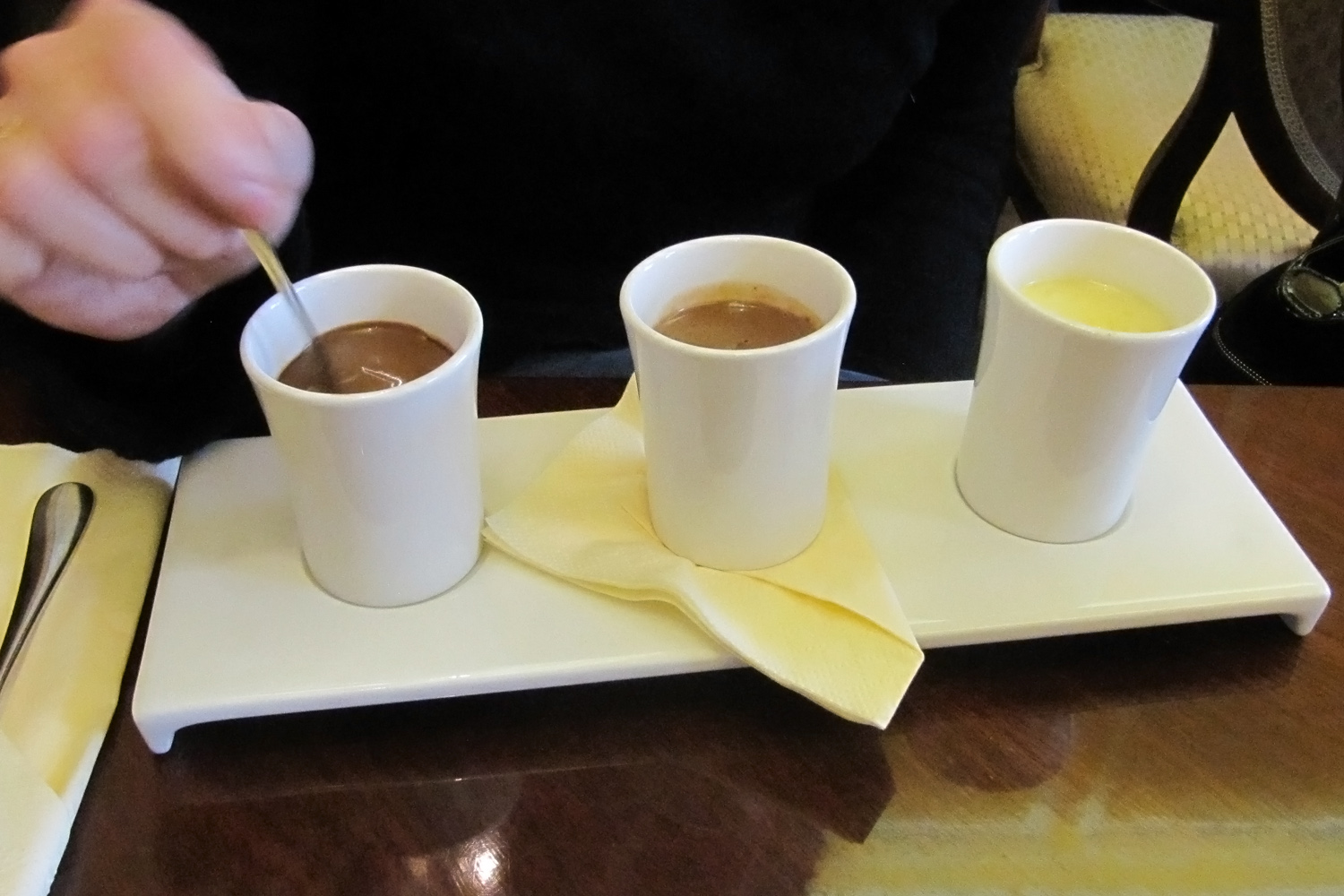
شوكولاتة ساخنة من وارسو، بولندا

كثيرًا ما يقدم مشروب الشوكولاتة الساخنة ثخينًا في أوروبا، خاصةً في إسبانيا وإيطاليا، وذلك باستعمال مادة مثخنة مثل نشا الذرة. تعد الشوكولاتة الساخنة الإيطالية cioccolata calda نوعًا شائعًا من أنواع الشوكولاتة الساخنة الثخينة التي تقدم في أوروبا.
يعد التشيرو بالشوكولاتة الساخنة الفطور التقليدي للعمال في إسبانيا. هذا النوع من الشوكولاتة الساخنة يمكن أن يكون ثخينا جدا، فيكون عادةً بنفس ثخونة بودينغ الشوكولاتة. استهلاك الشوكولاتة الساخنة شائع جدا في هولندا، يسمى warme chocolademelk، ويقدم في المنزل وفي المقاهي. وفي فرنسا، تقدم الشوكولاتة الساخنة غالبًا في وقت الفطور، شرائح الخبز المطلية بالزبدة، أو المربى، أو العسل أو النوتيلا تغمس أحيانًا في الشوكولاتة الساخنة.
في ألمانيا، تُميز الشوكولاتة الساخنة المصنوعة من الشوكولاتة الذائبة (Heiße Schokolade Wiener Art) عن الشوكولاتة الساخنة المصنوعة بمسحوق الكاكاو (Trinkschokolade)، وتوضع عليها الكريمة المخفوقة غالبًا قبل تقديمها.
وتوجد أنواع أخرى من الشوكولاتة الساخنة. بعض المقاهي في بلجيكا ومناطق أخرى من أوروبا، عند طلب الشوكولاتة الساخنة ("warme chocolade" بالهولندية أو "chocolat chaud" بالفرنسية)، يُقدم كأس حليب ساخن وصحن عليه رقائق الشوكولاتة لإذابتها في الحليب. تحتوي أحد أنواع الشوكولاتة الساخنة الفييناوية على صفار البيض الذي يستعمل لتثخين المشروب.

### أمريكا الشمالية

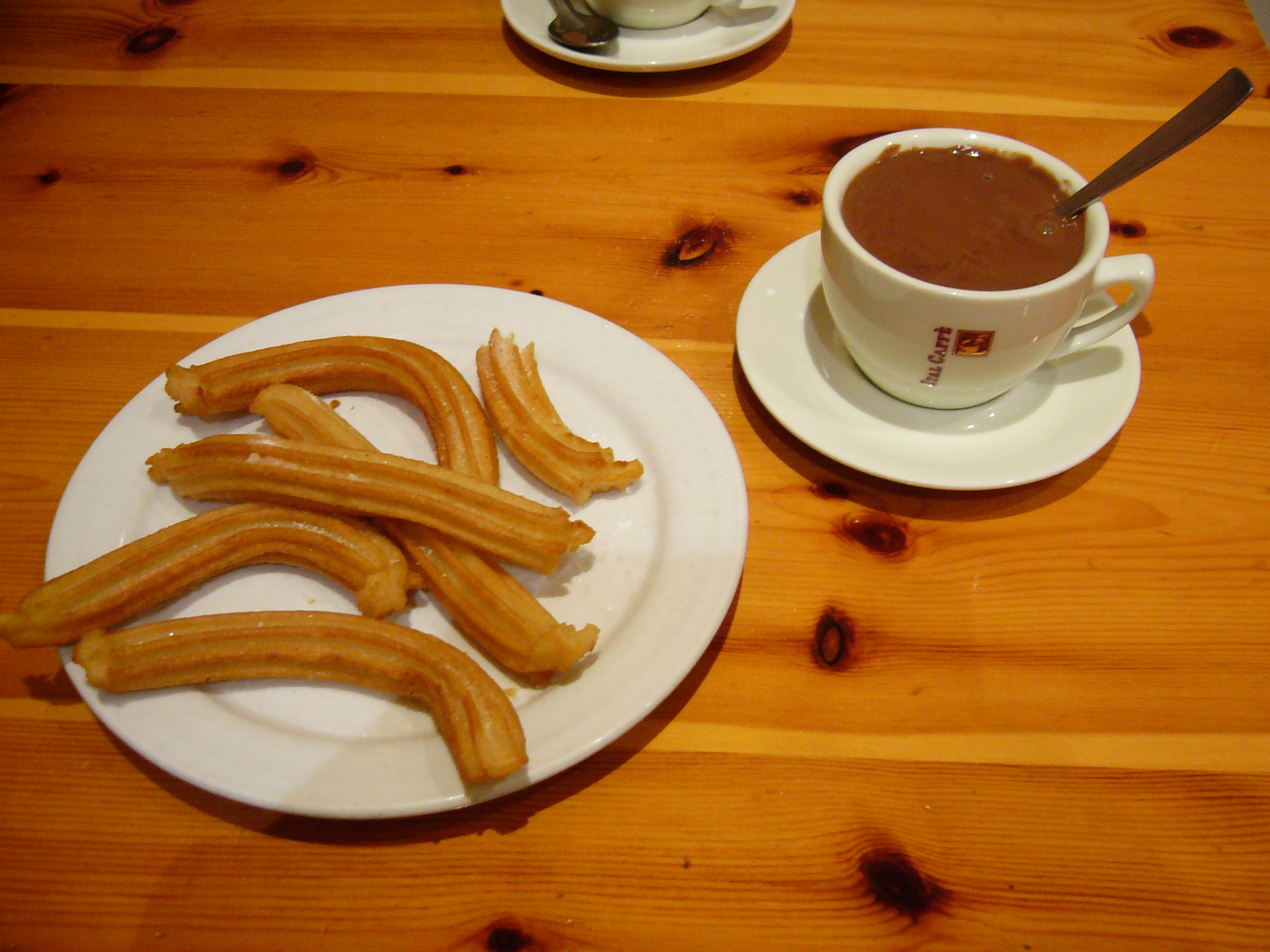
الشوكولاتة الإسبانية التقليدية مقدمة مع التشيرو

في الولايات المتحدة الأمريكية وكندا، يشيع استهلاك المشروب السريع الذي يحضر بالماء الساخن وباستعمال الأكياس التي تحتوي على مسحوق الكاكاو والحليب المجفف والسكر. ويعد هذا المشروب السريع النوع الخفيف من النوعين الشائعين هناك. ويتميز بأنه حلو جدا ويمكن أن يوضع أعلاه المارشميلو، أو الكريمة المخفوقة، أو قطع من الشوكولاتة الصلبة. يعد الهولنديون أول من جلب الشوكولاتة الساخنة إلى أمريكا الشمالية، وكان ذلك مبكرًا في القرن السابع عشر، لكن يكن يبيعها المستوطنون حتى حوالي سنة 1755. وطالما ارتبطت الشوكولاتة الساخنة تقليديًّا بالجو البارد، والشتاء، والتحلية في الولايات المتحدة وكندا.
أصبح تقديم الشوكولاتة الساخنة الممزوجة بالإسبرسو أو القهوة شائعًا بالمقاهي في الولايات المتحدة وفي مختلف أنحاء العالم، ويسمى هذا المزيج بالموكا. تأتي التسمية من قرية المخاء في اليمن، أين كانت تصنع قهوة المخاء من خليط مميز من القهوة.
الشوكولاتة الساخنة مشروب شائع في المكسيك، يصنع غالبًا من شوكولاتة نصف محلاة، والقرفة، والسكر، والفانيليا. وتباع في شكل أقراص دائرية أو سداسية تذاب في الماء أو القشدة أو الحليب الساخن، ثم تخلط حتى تتشكل الرغوة القشدية. حسب مقال لجريدة شيكاغو تريبيون سنة 1942، لطالما كانت الشوكولاتة الساخنة المكسيكية تُقدم تقليديًّا مع عدة أنواع من المخبوزات المكسيكية الحلوة مثل التشيرو.

### أمريكا الجنوبية
في كولومبيا، تصنع الشوكولاتة الساخنة بالماء أو الحليب باستعمال التشوكولاتيرا (أداة تشبه الإبريق) وتخفق بمضرب تقليدي يسمى المولينيلو، وتقدم في وجبة الفطور مع الخبز والجبن الفلاحي الطري والطازج. يوضع عادةً الجبن الفلاح الطري (أو أي نوع آخر من الجبن الطري) أعلى الشوكولاتة الساخنة الكولومبية. ويوضع الجبن كذلك في الإكوادور.
في البيرو، يمكن أن تقدم الشوكولاتة الساخنة مع البانيتوني في الفطور في عيد الميلاد، رغم أن الصيف يكون قد بدأ في النصف الجنوبي للكرة الأرضية. ويضيف الكثير من البيروفيين شراب الشوكولاتة الحلو للشوكولاتة الساخنة. تصنع الشوكولاتة الساخنة الأرجنتينية submarino بإضافة لوح شوكولاتة وسكر للحليب الساخن.

### جزر الهند الشرقية الإسبانية

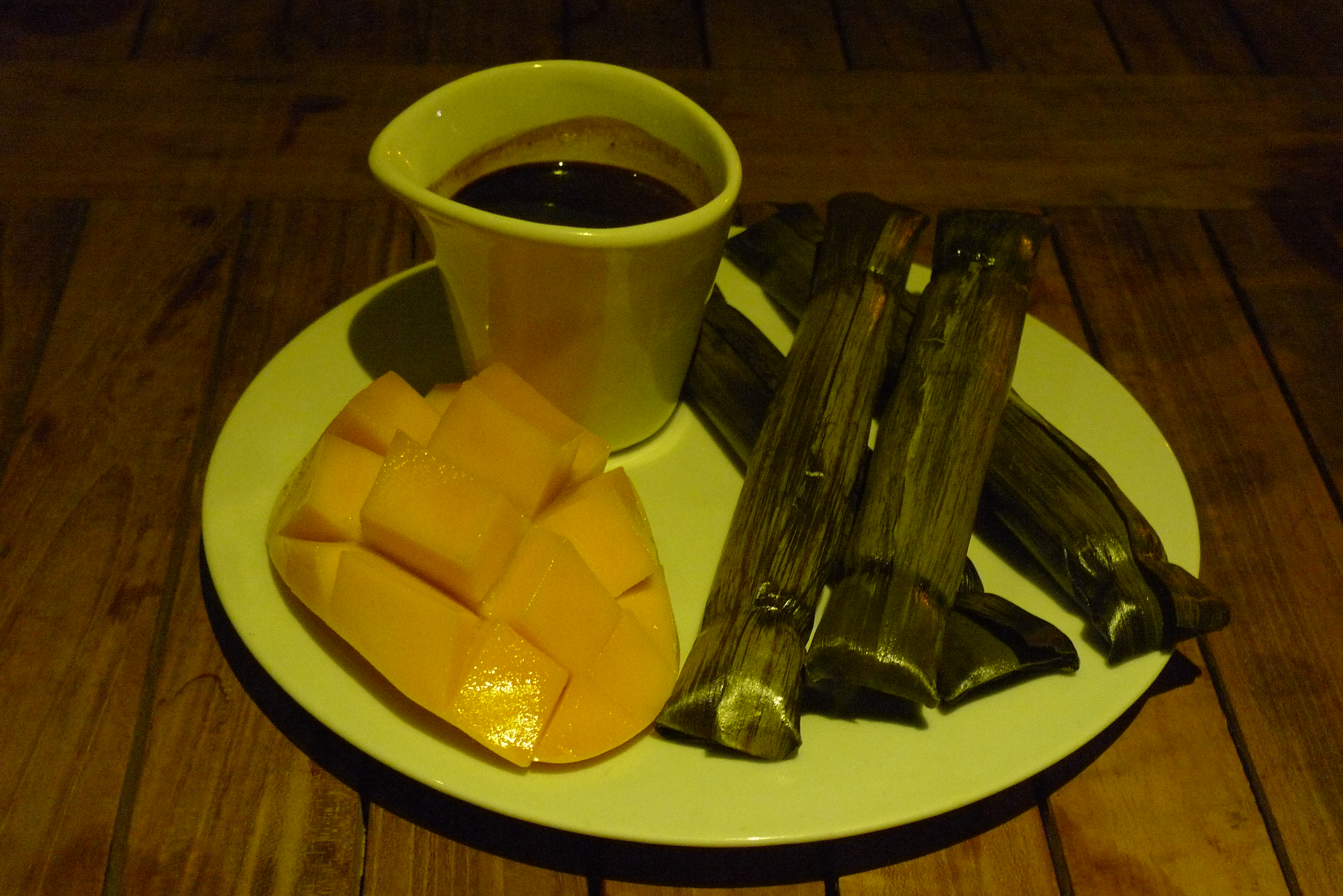
التسوكولات الفلبينية مع السومان (كعك الأرز) والمنجا الفلبينية

في الفلبين، يسمى مشروب الشوكولاتة الساخنة «تسوكولات»، ويصنع من قطع شوكولاتة من حبوب الكاكاو المحمصة المطحونة، التي تذاب في الحليب والماء. مثل الشوكولاتة الساخنة الإسبانية والأمريكية اللاتينية تستعمل في صنعها الشوكولاتيرا (أداة تقليدية تشبه الإبريق) وتخفق بالمضرب التقليدي الذي يسمى المولينيلو (ويسمى أيضًا باتيرول أو باتيدور) لتكون النتيجة شوكولاتة ساخنة غنية بالرغوة. «التسوكولات» تُحلى عادةً بسكر مسكوفادو، ولها طبيعة محببة مميزة.
تُستهلك التسوكولات في الفطور مع الكاكانين أو البانديسال والأنواع الأخرى من الخبز. كما أن استهلاكها شائع أيضًا في موسم عيد الميلاد في الفلبين.

## الجوانب الصحية
من القرن السادس عشر إلى القرن التاسع عشر، كانت الشوكولاتة الساخنة تعد مشروبًا و«دواءً».
كتب المستكشف فرنسيسكو هرنانديز ما يفيد أن مشروبات الشوكولاتة ساعدت في علاج الحمى ومرض الكبد. كما اعتقد المستكشف سانتياغو دي فالفيردي بأن الكميات الكبيرة من الشوكولاتة الساخنة تساعد في علاج الأمراض الصدرية، وبأن الكميات الصغيرة تساعد في علاج اضطرابات المعدة. عندما وصلت الشوكولاتة للفرنسيين في القرن السابع عشر، قيل أنها استُعملت في «محاربة نوبات الغضب والمزاج السيئ»، يمكن ربط ذلك باحتواء الشوكولاتة على الفينيثيلامين. تستهلك الشوكولاتة اليوم للمتعة أو التلذذ وليس للعلاج، لكن أبحاثًا جديدة تقترح إماكنية وجود فوائد صحية أخرى تتعلق بالشراب.
يمكن نسب عدة آثار سلبية لتناول الشوكولاتة الساخنة، لاحتواء بعضها على كميات كبيرة من السكر مثلًا.

### الفوائد
بينت الأبحاث أن استهلاك الشوكولاتة الساخنة يمكن أن يكون إيجابيا لصحة الإنسان. خلصت دراسة قامت بها جامعة كورنيل إلى أن الشوكولاتة الساخنة تحتوي على مضادات الأكسدة أكثر من النبيذ والشاي، وبذلك تقلل خطر أمراض القلب. وجد الباحثون في حصة واحدة من الكاكاو 611 مغ من مكافئات حمض الغاليك (GAE) و564 مغ من مكافئات الإبيكاتشين (ECE)، مقارنةً ب340 مغ من GAE و163 من ECE في النبيذ الأحمر، و165 مغ من GAE و47 مغ من ECE في الشاي الأخضر. تشانغ يونغ لي الأستاذ والباحث في جامعة كورنيل الذي قاد الدراسة، وضح أن كميات كبيرة من مضادات الأكسدة تُحرر بتسخين المشروب.
الفلافونيد الموجود في الكاكاو الذي يشكل الشوكولاتة الساخنة له أثر إيجابي على صحة الشراييين. أظهرت دراسة أجرتها المعاهد الوطنية للصحة وبدعم من شركة مارس للشوكولاتة تحسنًا كبيرًا في تدفق الدم بعد تناول مشروب الكاكاو الغني بالفلافانولات. إذ أن تناول المشاركين في الدراسة (27 مشاركًا تتراوح أعمارهم بين 18 و 72 عامًا) لمشروب كاكاو يحتوي على 900 مغ من الفلافانولات يوميًّا، أدى إلى تحسن في تدفق الدم وعمل خلايا البطانة الغشائية التي تبطن الأوعية الدموية.
خلصت دراسات أخرى قادها الدكتور نورمان هولنبيرغ أستاذ الطب في جامعة هارفارد إلى أن الفلانولات يمكنها أيضًا أن تساعد على توسع الأوعية الدموية ومنع تكتل الصفيحات على جدران الأوعية الدوية. ويعد الفلافونيد مفيدًا للصحة لأنه يحمي الأوعية الدموية من مخاطر الجذور الحرة. كما يُعتقد أن الفلانولات تقلل من تكتلات الصفائح الدموية، وتساهم في اعتدال مستويات المركبات التي تسمى الإيكوزانويدات، ما يُعد مفيدًا لصحة القلب والأوعية الدموية.

### الأضرار
قد يصاحب تناول الشوكولاتة الساخنة عدة آثار سلبية، وتختلف الخطورة وشدتها باختلاف الشوكولاتة الساخنة المتناولة. المشروب المصنوع من الحليب يحتوي أيضًا على أنواع السكر الموجودة طبيعيًّا في الحليب. كما يحتوي مسحوق الكاكاو عادةً على أنواع سكر إضافي.

## معرض صور

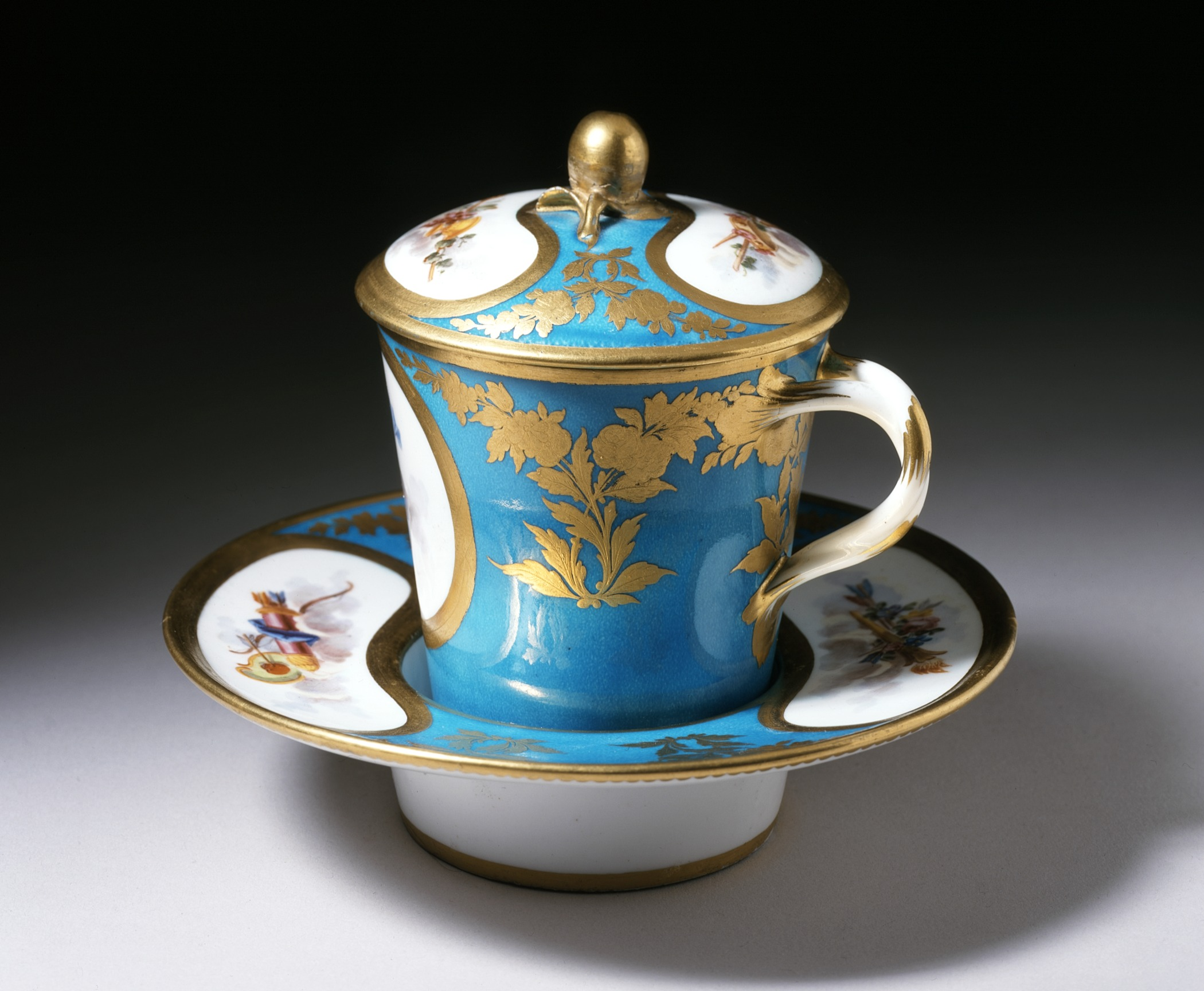
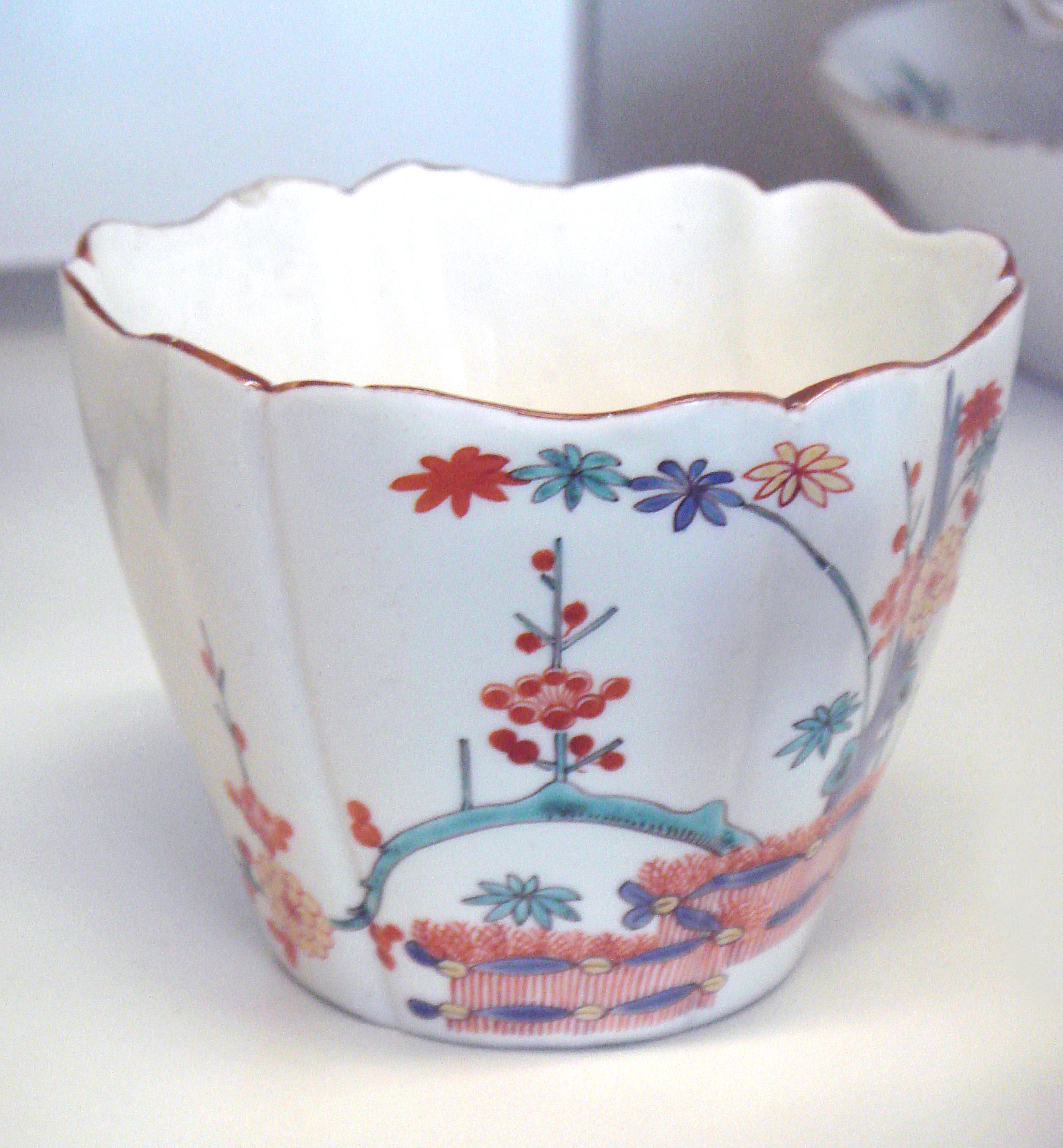
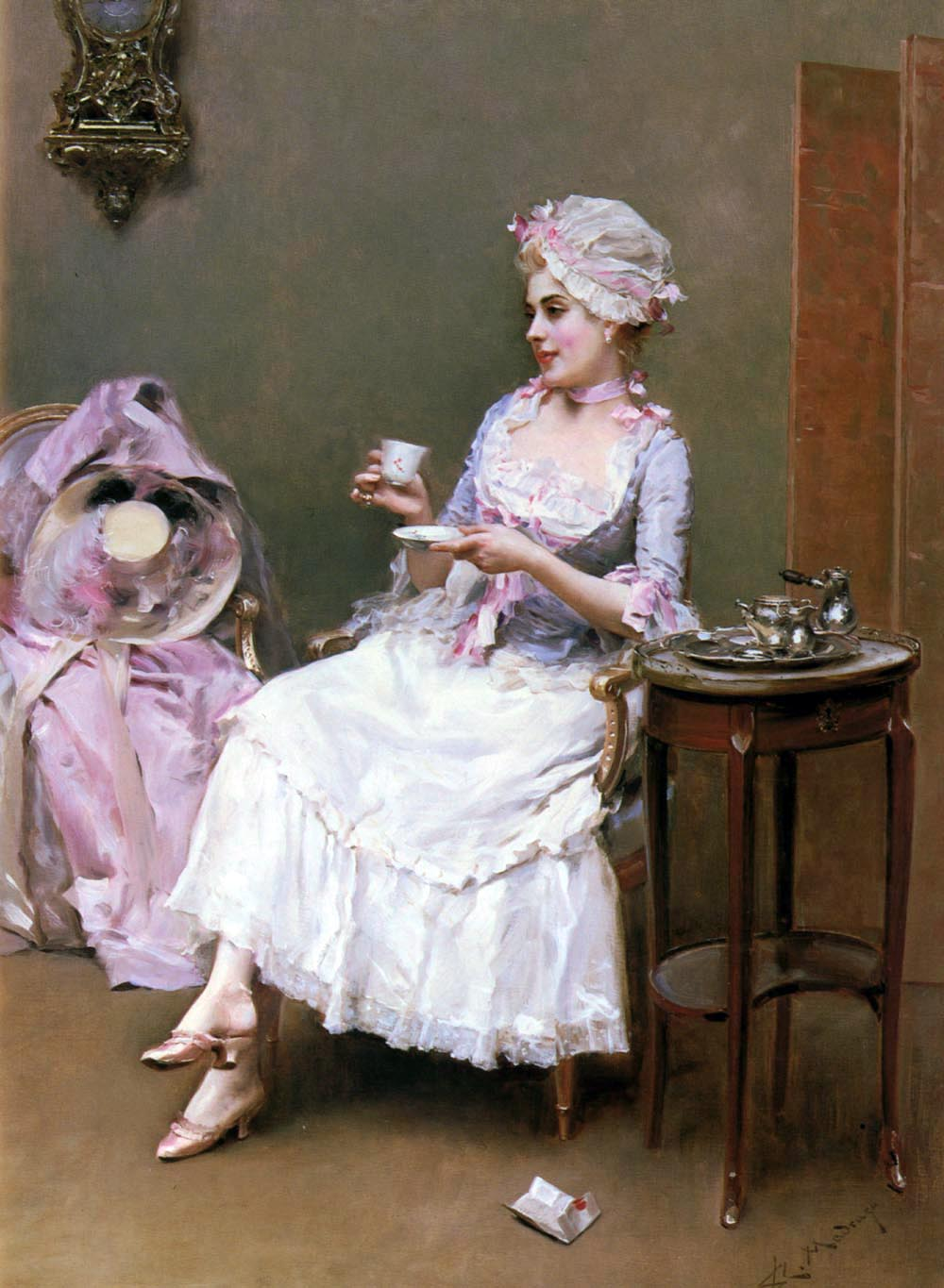